# Трудомісткість
Трудомісткість — показник, що характеризує витрати робочого часу на виробництво певної споживної вартості або на виконання конкретної технологічної операції. Трудомісткість є зворотною продуктивності праці. Трудомісткість визначає ефективність використання одного з головних виробничих ресурсів — робочої сили . Чинники, які впливають на Трудомісткість:
- технічний рівень виробництва (фондо та енергоозброєність праці, корисні властивості предметів праці, технологія),
- кваліфікація працівників,
- організація і умови праці,
- складність продукції, що виготовляється.

Трудомісткість є одним із основних показників технологічності виробу, тому її зниження — одне з найважливіших завдань розробників. Шляхами зниження трудомісткості є правильний вибір сучасних прогресивних методів отримання заготовок та формоутворення деталі, раціональний вибір квалітетів точності та показників шорсткості поверхонь, малоопераційність обробки.